# British Commonwealth Air Training Plan

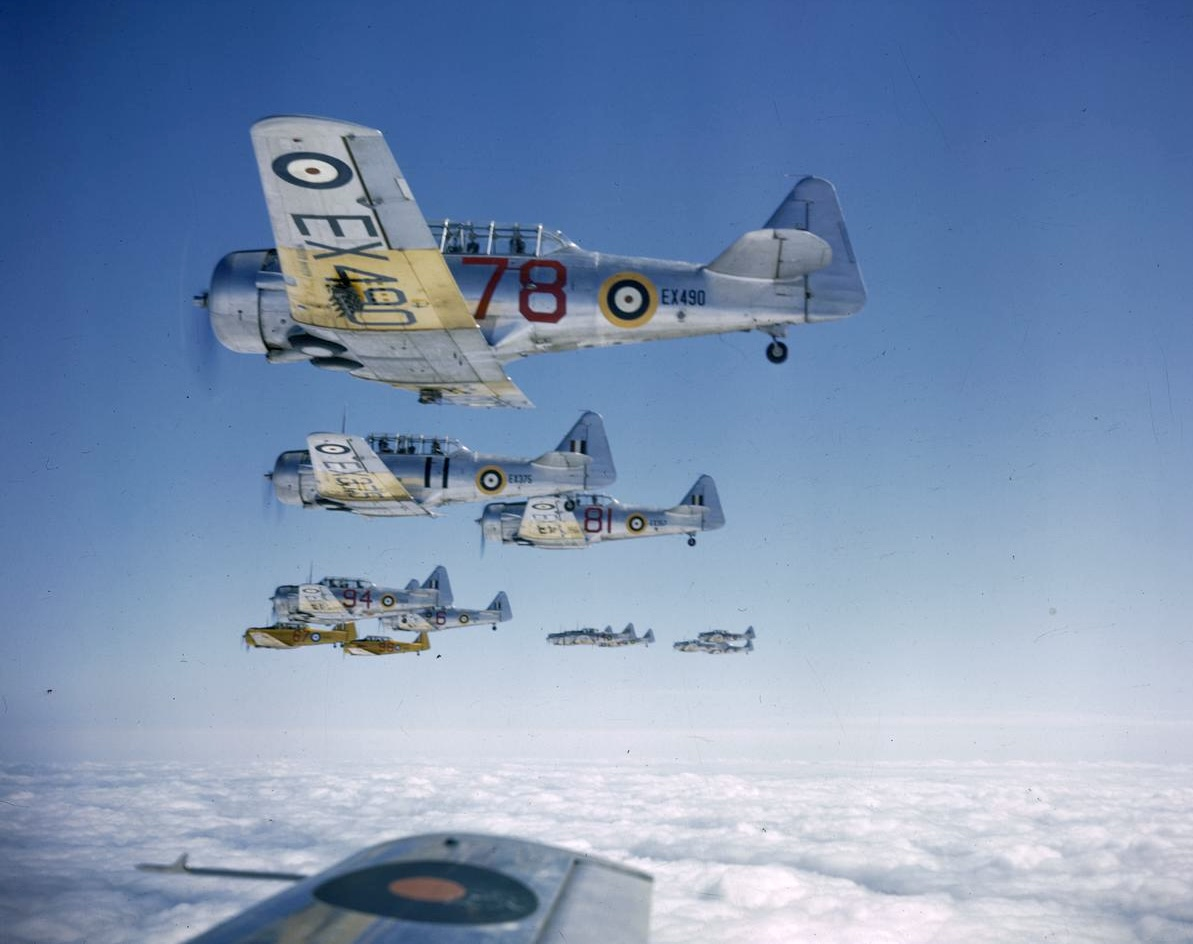
Pilotenausbildung mit North American Harvard in Rhodesien, 1943

Der British Commonwealth Air Training Plan (BCATP, auch Empire Air Training Scheme, Empire Air Training Plan, Joint Air Training Scheme oder The Plan) war ein umfangreiches Programm zur Schulung von Luftfahrtpersonal während des Zweiten Weltkrieges im Commonwealth. Beteiligt waren Großbritannien, Kanada, Australien, Neuseeland, Südafrika und Südrhodesien.
Innerhalb des Programms wurden Piloten, Navigatoren, Funker, Bombenschützen, Bordschützen und Flugingenieure ausgebildet. Die fliegerische Ausbildung fand größtenteils in Kanada statt. Dafür wurde eine umfangreiche Infrastruktur mit 231 Flugplätzen und zahlreichen, dazugehörenden Gebäuden geschaffen. Insgesamt wurden über 10.000 Schulflugzeuge beschafft. Die Ausbildungsflugplätze verfügten typischerweise über drei Startbahnen von je 760 m Länge, die in Dreiecksform angeordnet waren. Dies ermöglichte einen vereinfachten Schulbetrieb, da Seitenwindeinflüsse bei Start und Landung minimiert wurden.
Das Programm wurde im Dezember 1939 gestartet und lief bis März 1945. Ab Ende 1944 wurden keine neuen Ausbildungen mehr begonnen. Es wurden über 167.000 Personen ausgebildet. 1974 erhielt ein See im Norden Manitobas zur Erinnerung an das Programm den Namen Commonwealth Lake.

## Nationale Würdigung
Als einer der wichtigsten Beiträge Kanadas zu den alliierten Kriegsanstrengungen im Zweiten Weltkrieg, wurde das BCATP am 18. November 1983 durch die kanadische Regierung, auf Vorschlag des Historic Sites and Monuments Board of Canada, zu einem „nationalen historischen Ereignis“ erklärt.